# Коммелина обыкновенная
Коммелина обыкновенная или синеглазка, или лазорник, или живиха, или неумирайло (лат. Commelina communis) — однолетнее травянистое растение из рода Коммелина семейства Коммелиновые; вырастает до 60 см (иногда до 1 м); родом из Восточной Азии.
Народные названия растения — синеглазка, лазорник.

## Морфология

Диаграмма цветка

Стебли ветвистые, со слегка вздутыми узлами, голые или с волосистой продольной полоской, прямостоячие, восходящие, лежачие или лазящие. Листья сидячие, яйцевидно-ланцетные, сложенные вдоль, 3—8 см длиной и 7—25 мм шириной, острые, голые или снизу коротковолосистые, с влагалищами 5—15 мм длиной, реснитчатыми по верхнему краю. Цветки зигоморфные, 15—25 см длиной, расположены в пазухах верхних листьев.
Чашечка из трёх зеленоватых, почти перепончатых яйцевидных чашелистиков, из которых два боковых — более крупные и срастаются между собой у основания. Венчик 10—15 мм в диаметре, два боковых лепестка более крупные, синие, с почти округлой пластинкой и довольно длинным ноготком, а средний — мелкий, яйцевидно-ланцетный, бледно-голубой и коротконоготковый. Из шести тычинок три видоизменены в стаминодии. Завязь с тремя гнёздами, из которых одно — обычно стерильное. Столбик загнут на конце.
Плод — коробочка, обычно с одним семенем в каждом из двух фертильных гнезд.

## Распространение
В пределах России входит в природную флору только на юге Дальнего Востока, где встречается довольно часто, как заносное отмечалась даже на Магадане. В настоящее время в качестве сорного и рудерального растения распространилась по всей стране и зарегистрирована в целом ряде мест Южной Сибири, европейской части (преимущественно в южных областях), на Северном Кавказе. Происходящий из умеренной зоны Восточной Азии, вид был занесён и натурализовался в других азиатских странах, на большей части Европы, а также в Северной и Южной Америке.

## Экология
Коммелина обыкновенная обладает широкой экологической амплитудой, позволяющей легко осваивать новые территории. Растёт на старых паровых полях и залежах, где образует порой сплошные заросли, приобретающие в конце лета красивый голубой цвет; как заносное встречается на полях и плантациях самых различных культур, в огородах, в населённых пунктах, у дорог, по железнодорожным насыпям, сухим склонам и берегам водоёмов, на засорённых лугах и лесных полянах. Цветёт во второй половине лета — начале осени.

## Хозяйственное использование
В прошлом эвенки и нанайцы получали из лепестков коммелины пигмент для окраски рыбьих кож в голубой цвет — особенно ценившийся у этих народов и считавшийся престижным.

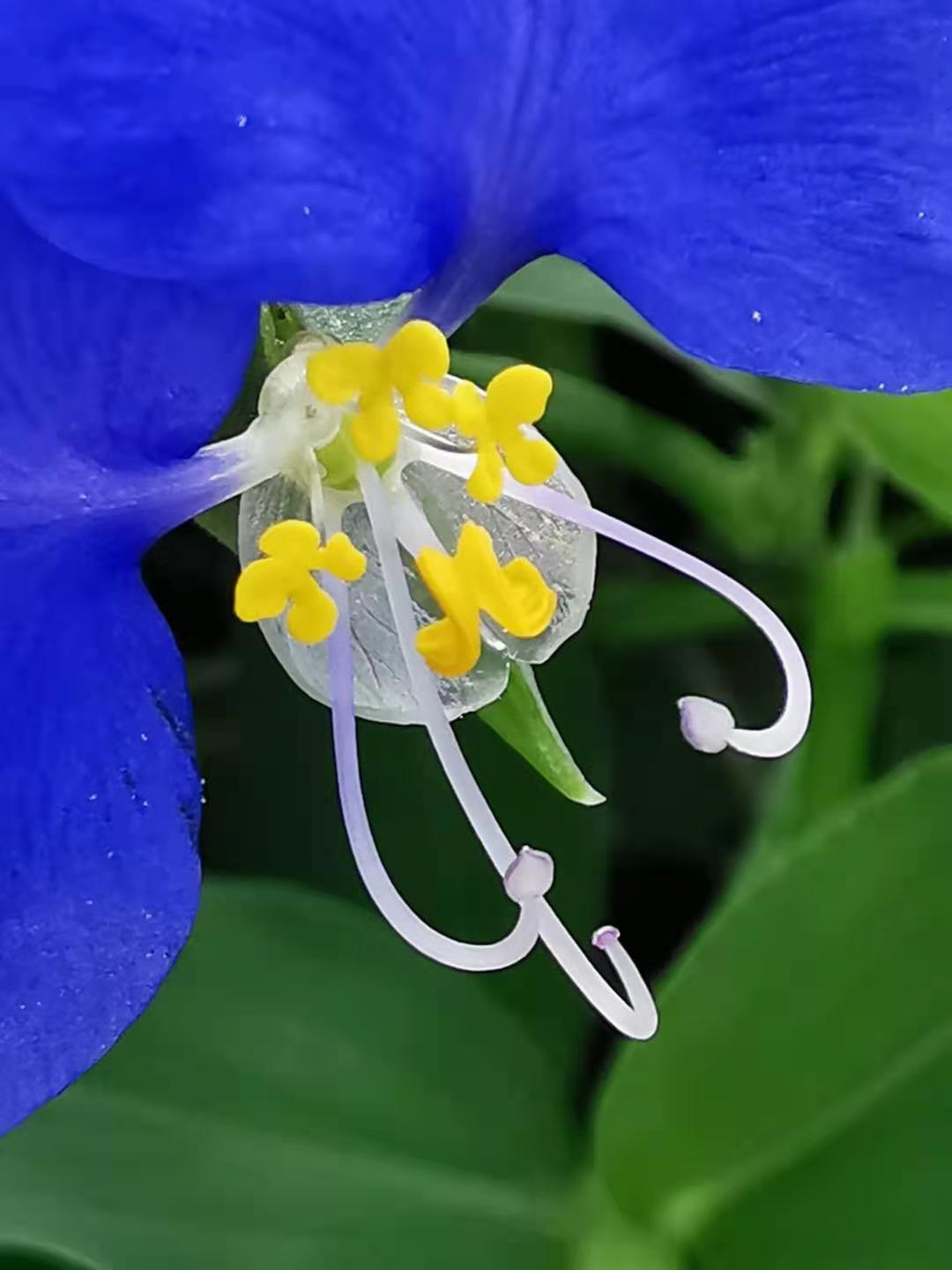
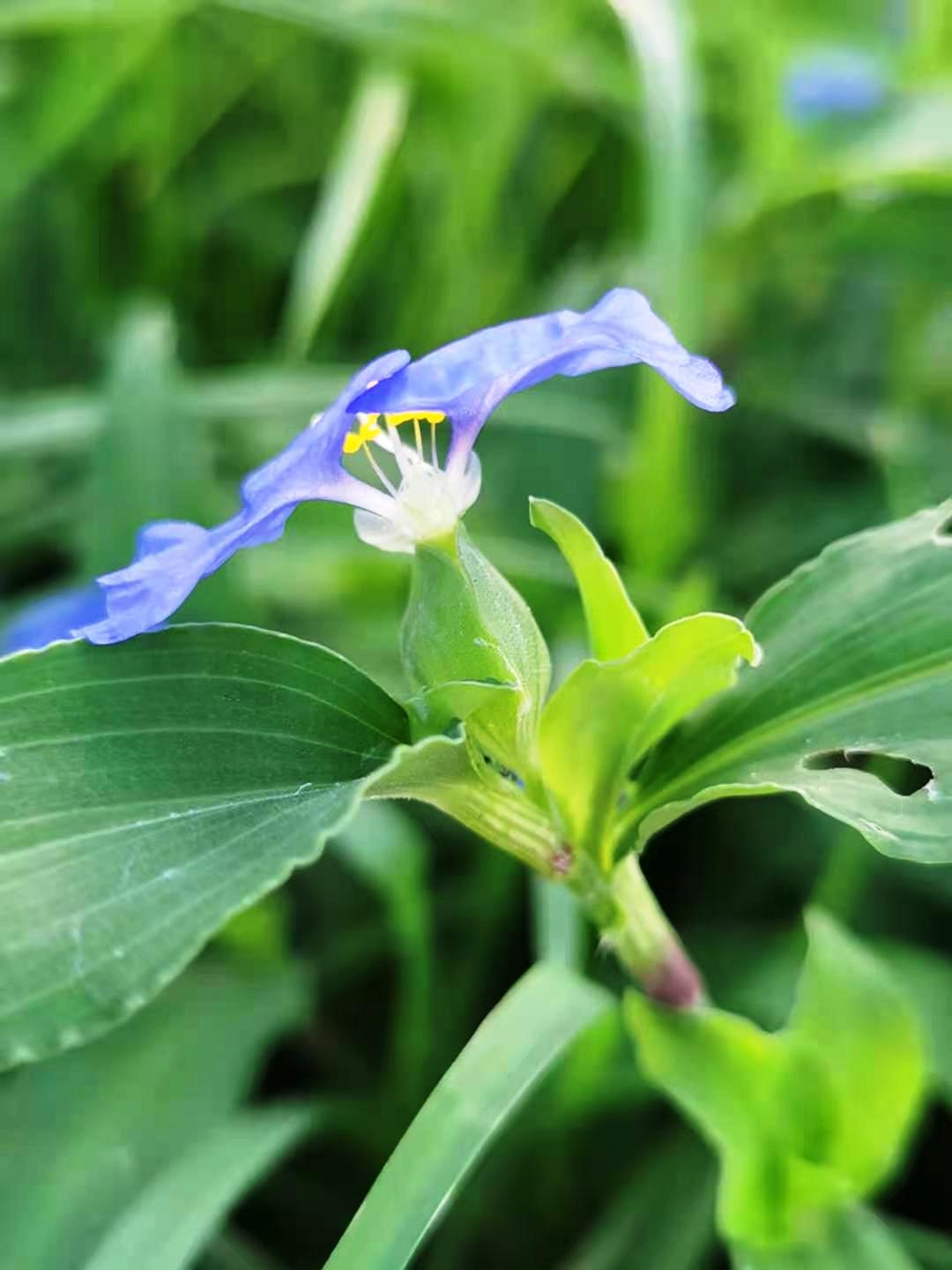
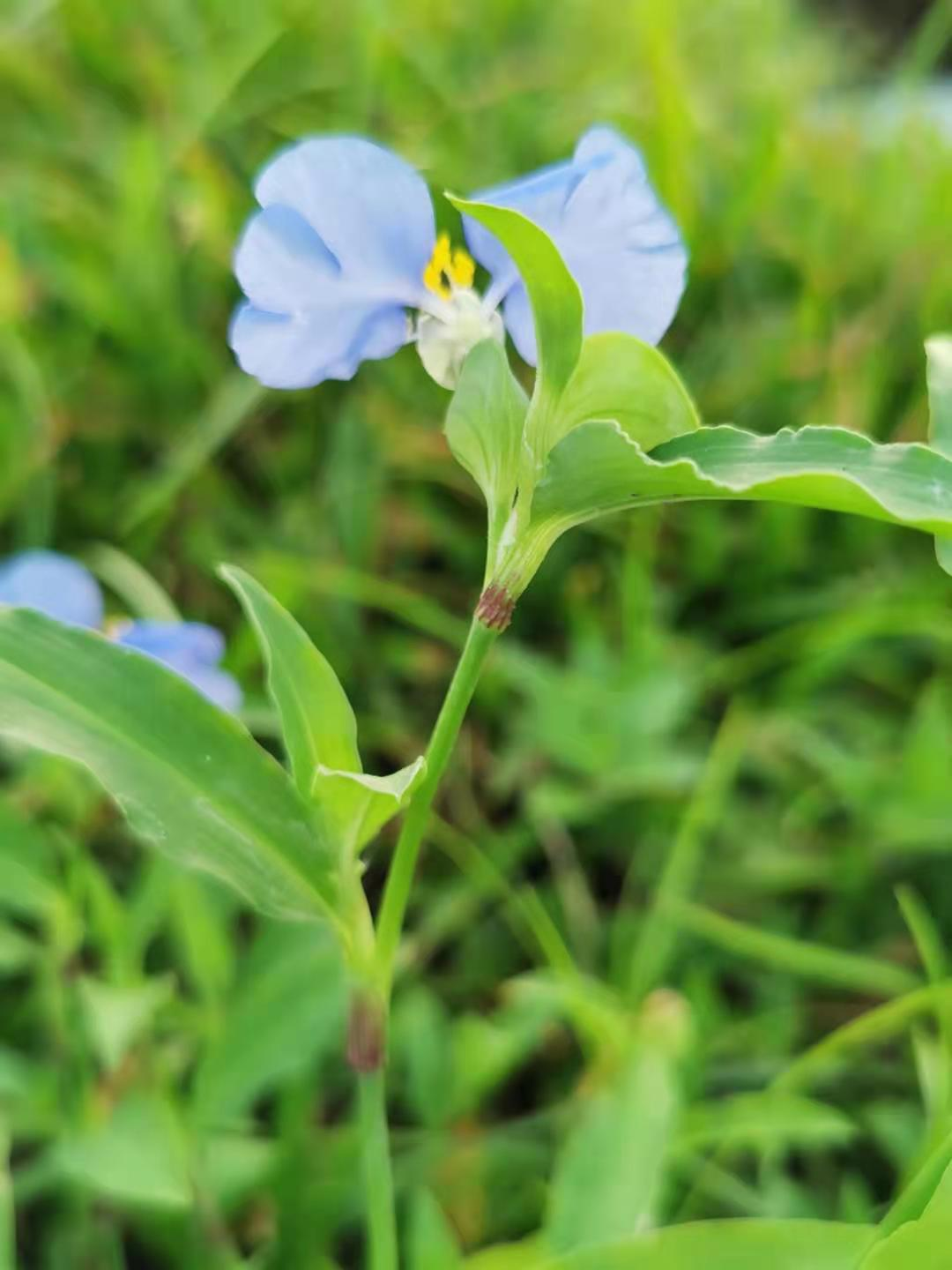
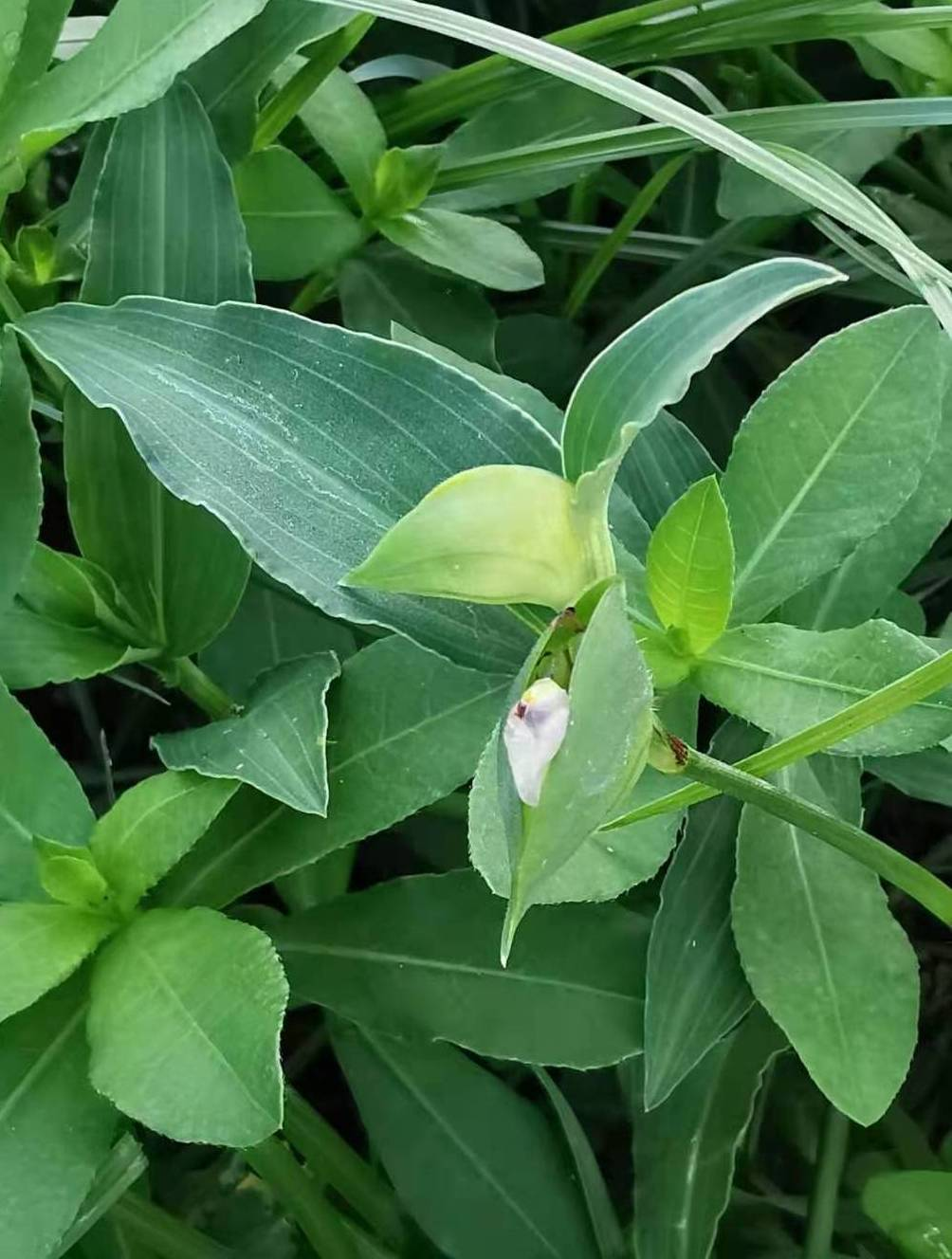
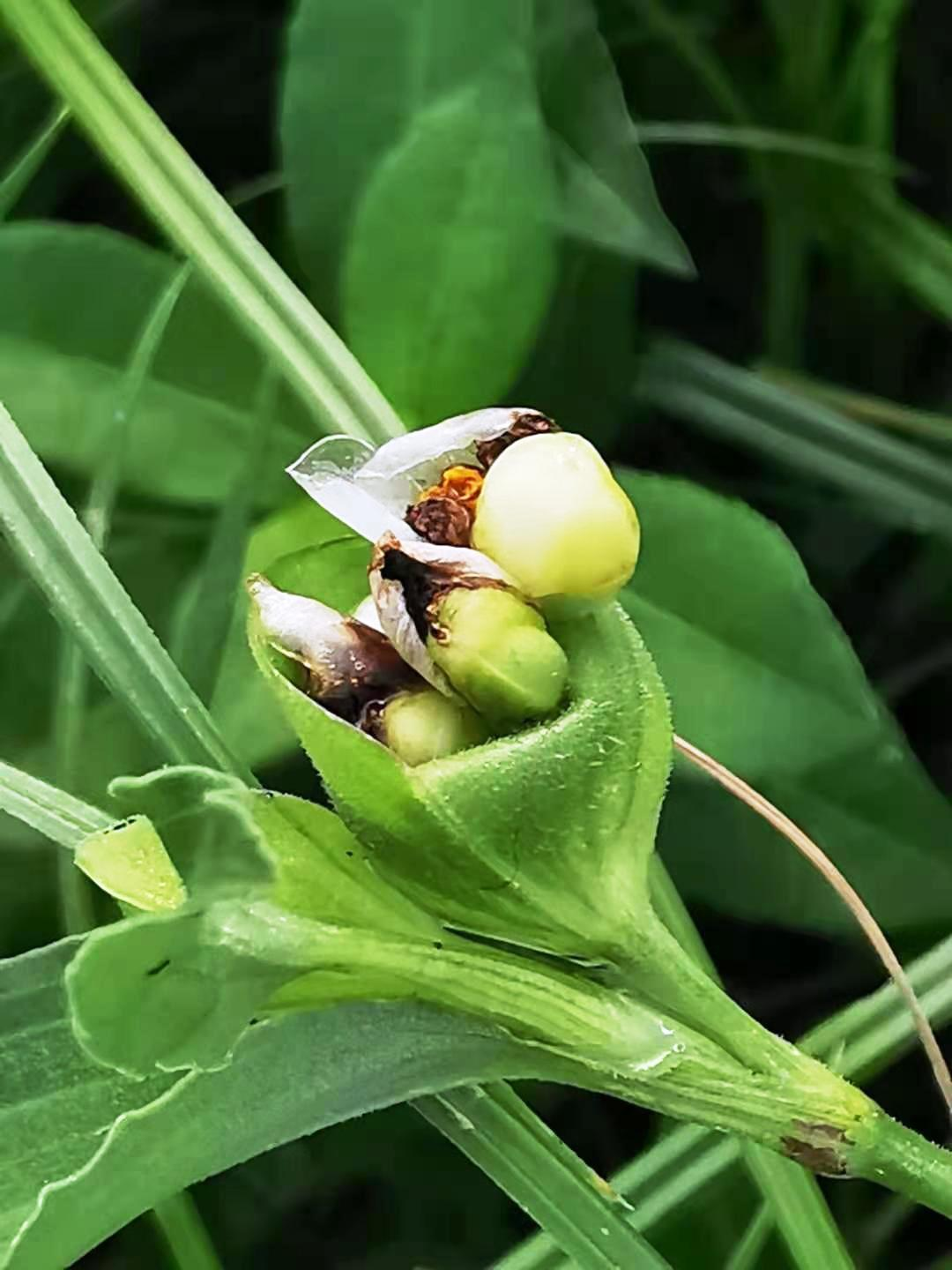
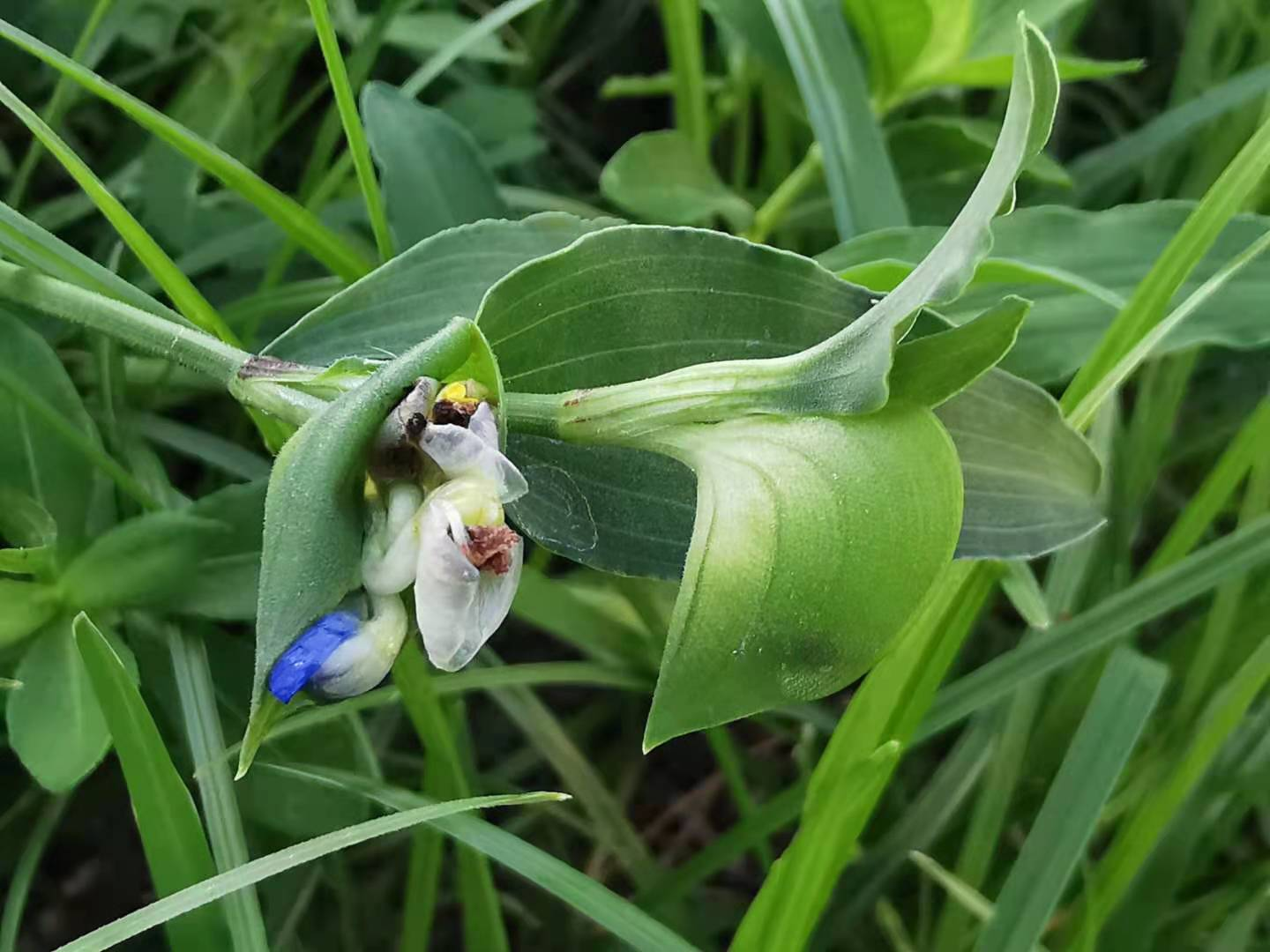